# Staphylococcus saprophyticus
Staphylococcus saprophyticus è un batterio appartenente alla famiglia Staphylococcaceae.
Non è pigmentato, è resistente alla novobiocina e non è emolitico.
Causa infezioni delle vie urinarie nelle donne giovani e negli uomini con operazioni.